# مدغشقر أويل
مدغشقر أويل إس إيه هي شركة نفط تعمل في جمهورية مدغشقر. وهي شركة النفط البرية الرئيسية في مدغشقر من حيث الموارد النفطية والأراضي.
يقع المكتب التشغيلي لشركة مدغشقر أويل في أنتاناناريفو بمدغشقر ومكاتبها الإدارية في سنغافورة. ورئيسها هو المواطن الإندونيسي آل نجو.  قبل ذلك، كان مقر الشركة في هيوستن، تكساس، الولايات المتحدة الأمريكية. وفي وقت سابق في لندن، إنجلترا. حقل النفط الرئيسي للشركة هو تسيميرورو في حوض موروندافا في غرب مدغشقر.  تمتلك شركة مدغشقر أويل شركتها التابعة بالكامل، شركة مدغشقر أويل إس إيه